# Georg-August-Zinn-Medaille

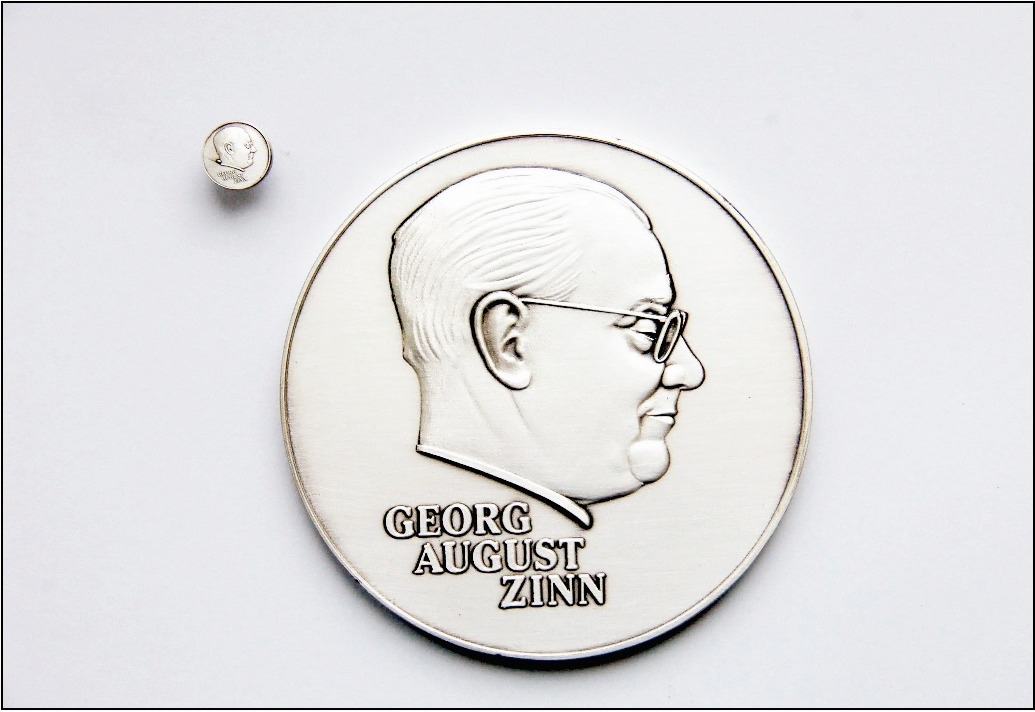
Georg August Zinn Medaille (Vorderseite)

Georg August Zinn Medaille (Rückseite)

Die Georg-August-Zinn-Medaille wurde von dem hessischen Ministerpräsidenten Hans Eichel am 13. Oktober 1997 zur Würdigung hoher Verdienste und zur Anerkennung großen Engagements bei der Förderung von Kultur und Kunst in Hessen gestiftet. Im Jahr 2008 wurde die Intention der Medaille in Verdienste um das Gemeinwohl in Hessen umgewidmet, um dem Ministerpräsidenten die Möglichkeit zu geben, auch Personen und Institutionen auszuzeichnen, die sich bei der Förderung in anderen Bereichen, z. B. Bildung, Soziales und Sport, verdient gemacht haben. Es können Einzelpersonen und -institutionen oder auch mehrere Personen und Institutionen in einer Feierstunde ausgezeichnet werden.
Die Medaille zeigt auf der Vorderseite das Bildnis des früheren hessischen Ministerpräsidenten Georg August Zinn und darunter dessen Namen. Auf der Rückseite ist der Hessische Löwe geprägt mit der Umschrift Für Verdienste um das Gemeinwohl in Hessen. Die Medaille in silberner Farbe hat einen Durchmesser von 8 cm. Bei der Ehrung natürlicher Personen wird eine Miniaturprägung als Ansteckzeichen mit vergeben. Die Gestaltung der Medaille und der Miniatur ist auf einer Mustertafel festgelegt.
Die Auszeichnung wird einmal in einem Kalenderjahr, jedoch in unregelmäßigen jährlichen Zeitabständen, verliehen. Ein zweijähriger Vergaberhythmus wurde angestrebt.

## Träger der Georg August Zinn-Medaille
- 1997 (Verleihung am 7. November 1997 in der Stadthalle Gießen)
  - Fujio Mitari, Gießen	Präsident der Firma Canon International

- 1998 (Verleihung am 10. September 1998 im Foyer des Staatstheaters Kassel)
  - Wintershall AG, Kassel
  - Kasseler Sparkasse
  - Sparkassen-Kulturstiftung Hessen-Thüringen, Frankfurt am Main
  - Ludwig Georg Braun, Melsungen, Unternehmer
  - Hans Krollmann, Kassel, Staatsminister a. D.

- 1999 (Verleihung am 2. Januar 1999 im Gartensaal des Städel’schen Kunstinstitutes in Frankfurt am Main)
  - Tatjana Fürstin von Metternich-Winneburg, Geisenheim
  - Johann Philipp Freiherr von Bethmann, Frankfurt am Main
  - Moritz von Hessen

- 2001 (Verleihung am 3. Mai 2001 im Hessischen Landesmuseum Darmstadt)
  - Barbara von Metzler, Frankfurt am Main
  - Dr. Günther Beckers, Darmstadt
  - Michael Loulakis und Dr. Hans Georg Schmitt, Frankfurt am Main
  - Kurt A. Overlack, Frankfurt am Main
  - Werner Wirthle, Frankfurt am Main

- 2002 (Verleihung am 16. September 2002 in der Alten Oper, Frankfurt)
  - Jürgen Ponto-Stiftung, Frankfurt am Main

- 2003 (Verleihung am 4. Juli 2003 im Schloss Biebrich, Wiesbaden-Biebrich)
  - Senator E. h. Carlo Giersch, Frankfurt am Main
  - Alexander Rasor, Frankfurt am Main

- 2005 (Verleihung am 19. Mai 2005 im Schloss Biebrich, Wiesbaden-Biebrich)
  - Helen Bonzel, Fulda
  - Claus Wisser, Frankfurt am Main
  - Dirk Pietzcker, Kassel

- 2009 (Verleihung am 30. Oktober 2009 im Schloss Biebrich, Wiesbaden-Biebrich)
  - Ursula Carls, Königstein im Taunus
  - Dagmar Westberg, Frankfurt am Main
  - Bauverein AG Darmstadt, Darmstadt
  - Deutsche Bank-Stiftung, Frankfurt am Main

- 2011 (Verleihung am 30. Mai 2011 im Schloss Biebrich, Wiesbaden-Biebrich)
  - Friedrich und Sylvia von Metzler, Frankfurt
  - Karl Kübel Stiftung für Kind und Familie, Bensheim

- 2012 (Verleihung am 25. Mai 2012 in der Hessischen Staatskanzlei, Wiesbaden)[3]
  - Matthias-Kaufmann-Stiftung, Hessisch Lichtenau
  - Eheleute Horst und Ursula Raule, Wiesbaden
- 2014 (Verleihung am 28. Mai 2014 in der Hessischen Staatskanzlei, Wiesbaden)
  - Unternehmer Gerhard Röhrig, Heppenheim
  - Bärenherz Stiftung, Wiesbaden

- 2017 (Verleihung am 31. Januar 2017 in der Hessischen Staatskanzlei[4], Wiesbaden)
  - Alexander A. Gorjinia, Frankfurt am Main
  - Norbert Golzer, Heppenheim
  - Christiane von Kessel, Darmstadt
  - Heinrich Adam Leist, Friedewald
  - Marja und Armin Kretschmar, Wiesbaden